# Przyjaciele (komedia)
Przyjaciele. Komedia we czterech aktach, wierszem – czteroaktowa komedia Aleksandra Fredry z 1826.

## Opis
Sztuka została prawdopodobnie napisana w 1826, o czym świadczy data na autografie.. Pierwsza wzmianka o komedii została opublikowana w lwowskich „Rozmaitościach” w numerze 9 z 2 marca 1827. Prapremiera sztuki odbyła się 28 września 1828 w Warszawie. Pierwodruk sztuki znalazł się w tomie III komedii Fredry wydanym we Lwowie w 1830 (s. 1–104). Zachowały się dwa rękopisy sztuki: czystopis sporządzony przez inną osobę, ale z odręcznymi poprawkami autora, oraz późniejszy własnoręczny czystopis autora sporządzony dla cenzury lwowskiej w związku z wydaniem książkowym. W XX i XXI w. sztuka miała przynajmniej 9 inscenizacji, w tym w 1958 w Teatrze Polskiego Radia (reż. Rena Tomaszewska). Sztuka bywa określana jako jedna z bardziej osobistych komedii Fredry i prawdopodobnie oparta została na osobistych przeżyciach, aczkolwiek wątki literackie przypominają pomysły z trzech komedii Goldoniego.

## Treść
Komedia opowiada historię bogatej Zofii, o której rękę ubiega się wielu kandydatów, w tym przyjaciele Czesław i Zdzisław. Zofia stopniowo uświadamia sobie, że kocha Zdzisława, jednak ten kryje się ze swoim uczuciem z powodu ubóstwa i popiera starania Czesława. Jednak posądzenie o miłość ku guwernantce Bobiné skłania go do wyjawienia miłości ku Zofii. Czesław, widząc to, ustępuje i cieszy się ze szczęścia przyjaciela.

Afisz – Kraków, 1873, Teatr Krakowski
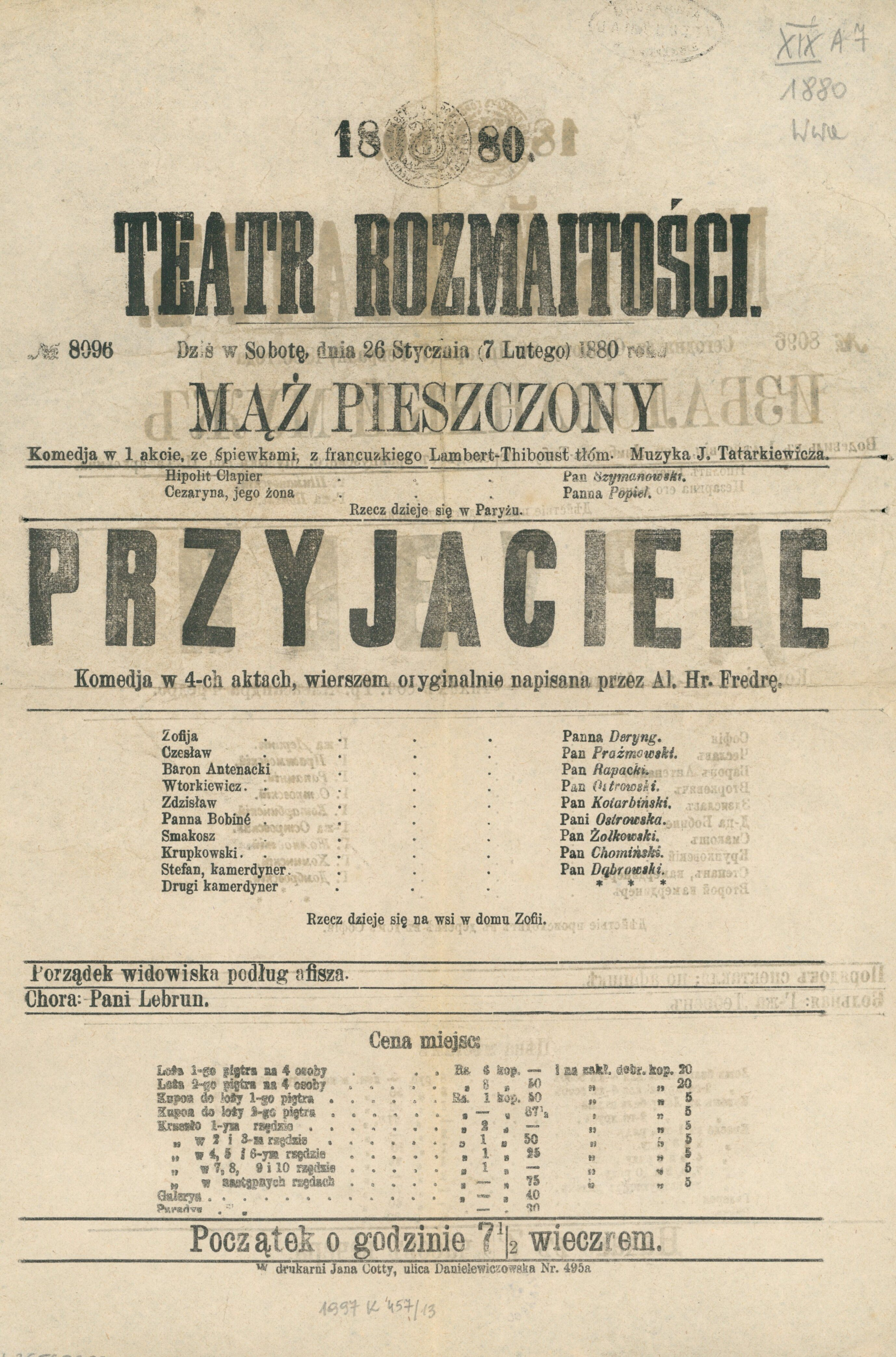
Afisz – Warszawa, 1880, Teatr Rozmaitości